# Josa
Josa – gmina w Hiszpanii, w prowincji Teruel, w Aragonii, o powierzchni 28,23 km². W 2011 roku gmina liczyła 38 mieszkańców.